# Johnny Hotbody
Johnny Weiss, plus connu sous le nom de Johnny Hotbody (né le 19 février ou le 11 juin 1963 à Philadelphie), est un ancien lutteur professionnel (catcheur) américain. Il est notamment connu pour avoir travaillé à la Extreme Championship Wrestling où il a été une fois ECW World Heavyweight Championship, trois fois ECW World Tag Team Championship et une fois ECW World Television Championship. Il est également le premier ECW Triple Crown Champion de la ECW.

## Carrière

### Eastern Championship Wrestling (1992-1995)
Il fait ses débuts le 25 février 1992 dans un match par équipe avec Larry Winters qui se finit en double disqualification. Le 26 avril, il bat Jimmy Snuka et devient ECW World Heavyweight Champion. Il perd son titre face à Snuka le 14 juillet. Le 12 août, il devient le premier ECW World Television Championship en battant Larry Winters,. Il laisse son titre vacant le 12 septembre à la suite d'une blessure au niveau de la cheville.
Dès son retour, il s'associe avec Chris Candido et se font connaitre sous le nom The Suicide Blondes. Il remporte ensuite le ECW World Tag Team Championship avec Candido en battant Tony Stetson et Larry Winters le 3 avril 1993, faisant de lui le tout premier ECW Triple Crown Champion,. Chris Michaels rejoint ensuite leur équipe. Il entame ensuite une feud avec Tommy Cairo, qui l'attaque après les matchs. Les Suicides Blondes battent Cairo et J.T. Smith dans un match par équipe. Il perd les titres par équipe le 15 mai avec Chris Michaels en perdant face aux Super Destroyers mais regagnent les titres le même jour. Ils perdent les titres le 1er juillet. Il récupère à nouveau les titres par équipe avec Tony Stetson, son ancien rival, le 1er octobre en battant Eddie Gilbert & The Dark Patriot. Ils conservent leurs titres en battant successivement Paul Diamond et Pat Tanaka, puis  The Sandman et J.T. Smith. Ils perdent leurs titres le 13 novembre lors de November to Remember contre Johnny Gunn et Tommy Dreamer en 9 secondes après avoir conservé leurs titres contre Ian Rotten et Axl Rotten le match précédent. Durant 1994 et 1995, il continue à faire équipe avec Stetson mais enchainent les défaites. Son dernier match fut contre The Pitbulls le 8 avril 1995, où il perd avec Stetson. Après quelques matchs sur le circuit indépendant, il arrête sa carrière en 2001.

## Palmarès
- Eastern Championship Wrestling
  - 1 fois ECW World Heavyweight Championship[4]
  - 3 fois ECW World Tag Team Championship[4] (avec Chris Candido et Chris Michaels (2), Tony Stetson (1))
  - 1 fois ECW World Television Championship[4] (premier)
  - 1er ECW Triple Crown Champion

- NWA New Jersey
  - 1 fois NWA World Light Heavyweight Champion[4]

- North Atlantic Wrestling Association
  - 1 fois NAWA United States Heavyweight Championship

- Tri-State Wrestling Alliance
  - 1 fois TWA Tag Team Championship - avec Larry Winters[4]

- World Wrestling Association
  - 2 fois WWA Junior Heavyweight Championship[4]

- Pro Wrestling Illustrated

| Année | 1992 | 1993 | 1994 |
| Rang  | 127  | 265  | 386  |